# Založba Vale Novak
Založbo Vale Novak sta leta 1990 ustanovila Edvina Novak in njen sin Luka Novak. Založba je v letih 1990 – 2010 izdala 200 naslovov s področij literature, kulinarike, duhovnosti in filozofije. Med njenimi avtorji najdemo Paula Austra, Alaina de Bottona, Umberta Eca, Paula Coelha, Luisa Sepúlvedo, Erica Emmanuela Schmitta, Frédérica Beigbederja, striparja Zepa, Marina Kojca, Hugha Laurieja, Vladislava Bajca, Noaha Charneya, Anthonyja Bourdaina, Tadeja Zupančiča, Noro Ephron, Hanifa Kureishija, Alana Bennetta, Madonno, Manco Košir, Andreja Novaka, Dimitrija Rupla, Marcela Pagnola, Noro Lavrin, Josteina Gaarderja, Jospeha Murphyja, Petra Kelderja, Franka Schirrmacherja, Jamieja Oliverja, Gordona Ramsaya, Andreja Kuharja, sestro Vendelino, Edvino Novak, Valentino Smej Novak ter Luko Novaka.
V 20 letih svojega delovanja je založba Vale-Novak gostila številne tuje avtorje, med drugim Paula Coelha (leta 1995, 1996 in 2001), Luisa Sepúlvedo (1997), Alaina de Bottona (2003) in Frédérica Beigbederja (2003 in 2005), organizirala slovensko predstavitev na Frankfurtskem knjižnem sejmu leta 2003 ter prvi slovenski nastop na Londonskem knjižnem sejmu (2004).

## Knjigarne in trgovine
- Knjigarna Novak na Wolfovi ulici v Ljubljani (1998-2010)
- Knjigarna Novak v Cityparku v Ljubljani (2002-2010)
- Knjigarna Novak v Supernovi v Kranju (2003-2005)
- Trgovina s konceptom na Židovski stezi v Ljubljani (2005-2007)
- Trgovina s konceptom na Tavčarjevi ulici v Ljubljani (2007-2010)
- Trgovina z modo Liu.Jo na Cankarjevi ulici v Ljubljani (2008-2010)
- Vale-Novak dodatki na Miklošičevi ulici v Ljubljani (2009-2010).

V svojih knjigarnah in trgovinah je založba Vale-Novak organizirala preko 500 kulturnih in promocijskih dogodkov.